# ニュー・フォーク

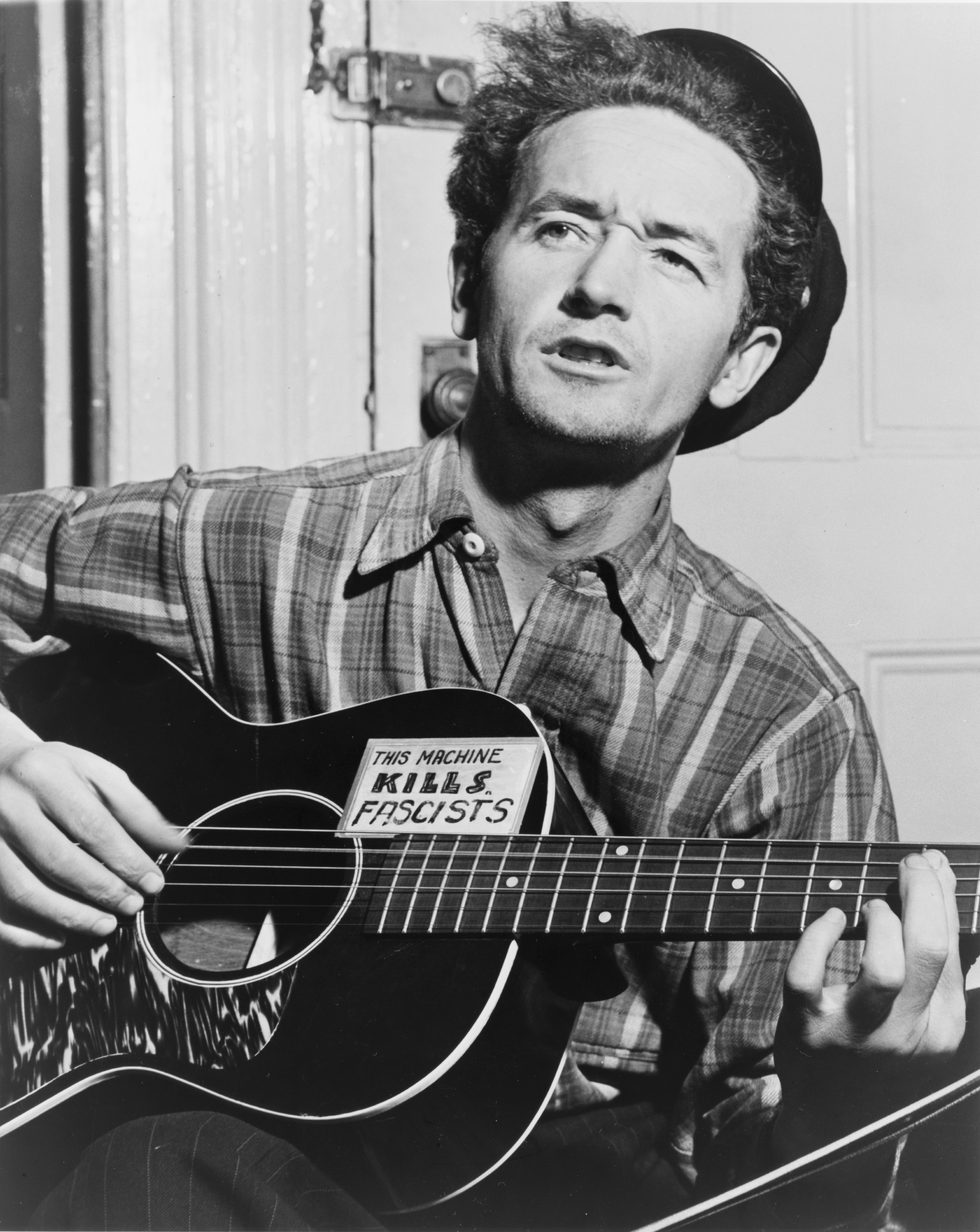
ウディ・ガスリー

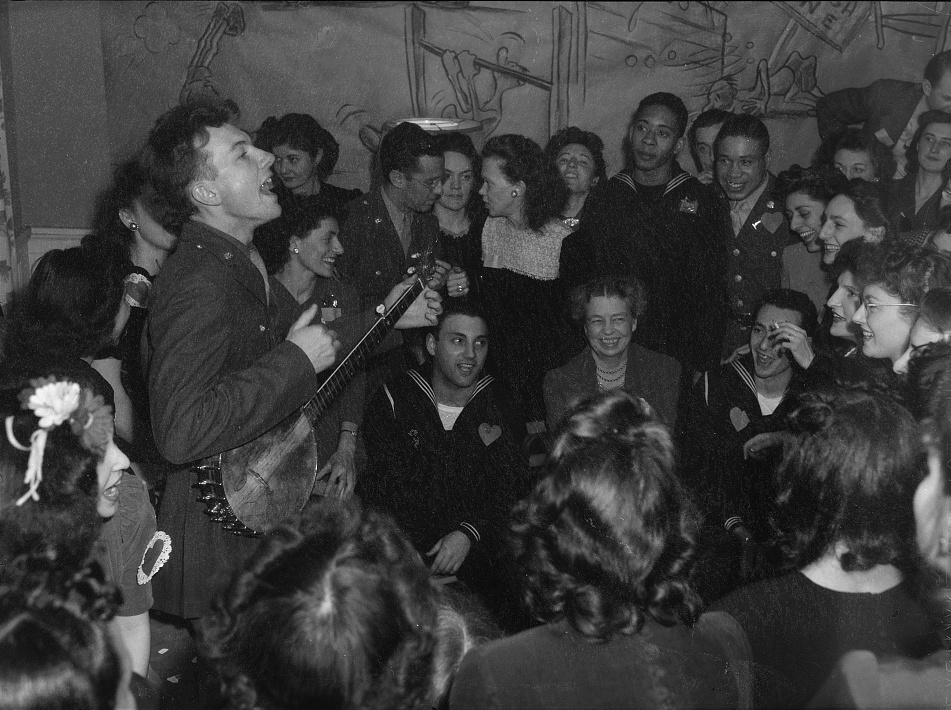
ピート・シーガー（1944年）

本場のアメリカでアメリカン・フォーク・ミュージック・リバイバル (American Folk Music Revival) しばしば略してフォーク・リバイバル（英: folk revival）と呼ばれ、日本でニュー・フォークなどと呼ばれることもあるのは、主に1930年代や1940年代ころから始まり1960年代ころに頂点に達したアメリカン・フォーク・ミュージックの再興のムーブメント（運動、潮流）であり、またその楽曲のスタイルや音楽ジャンルのことである。
ニュー・フォークとは日本で1969年頃から1970年代の前半にかけて短期間、トワ・エ・モワ、よしだたくろう（以下、吉田拓郎）、はしだのりひことクライマックス、ジローズ、赤い鳥、浅川マキ、にわまさき、あがた森魚、友部正人、泉谷しげるら、それまでのプロテスト色の強いフォークソングに対して、プロテスト色の薄いフォークソングを総称して、当時の日本のレコード会社や音楽評論家、活字メディアが付けた名称。英語圏では使用されない和製英語で当然、アメリカの古いフォークソングの再興運動であるフォーク・リバイバルとは無関係である。

## 歴史
主にアメリカやイギリスで起きた、民謡・民俗音楽のフォーク・ミュージックの再興運動がこう呼ばれ、アメリカではアメリカン・フォーク・ミュージック・リバイバル、イギリス国内で起きた再興運動はブリテイッシュ・フォーク・リバイバルと呼ばれた。
初期のフォーク音楽にかかわったシンガーには、ウディ・ガスリー、ピート・シーガー 、レッドベリー、リチャード・ダイアー・ベネット、オスカー・ブランド、ジーン・リッチー、ジョン・ジェイコブ・ナイルズ、スーザン・リード、ジョッシュ・ホワイト、シスコ・ヒューストンらがいた。

1950年代なかばのアーティストとしては、オデッタの名を挙げることができる。

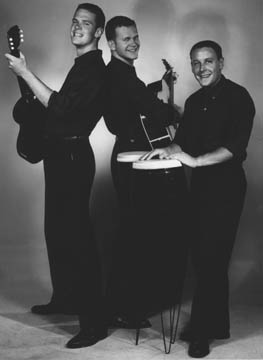
ザ・キングストン・トリオ（1958年）

ザ・キングストン・トリオはアメリカ西海岸出身で、過度に政治的なメッセージやプロテスト・ソングは避け、いわゆる行儀の良い、大学生的な歌を歌っていた。クラックド・ポッドという名の、大学内のクラブで歌っていたところフランク・ウェルバーに見出され、彼がマネージャーとなり、キャピトルレコードと契約を結ぶにいたった。最初のヒット曲は『トム・ドゥーリー』で、これはレッドベリーの追悼コンサートでも歌われ、レコードが300万枚以上売れるヒットとなり、グラミー賞の最優秀カントリー&ウエスタン録音賞を受賞した。1958年から1961年にかけてのキングストン・トリオの大きな商業的成功によりキャピトルレコードに2,500万ドル（2021年の貨幣価値に換算して約2億2000万ドル）以上の収益がもたらされたことで、キャピトルレコードはキングストン・トリオに似たアーティストグループ、例えばブラザース・フォア、ピーター・ポール&マリー、ザ・チャド・ミッチェル・トリオ、ザ・ニュー・クリスティ・ミンストレルズなどの楽曲のリリースにも力を入れてゆくことになった。

## 文献に見られるニュー・フォーク
前述のようにニュー・フォークとは、活字メディア等が、日本の一部のフォークソングだけに付けたネーミングで、以下のものがある。トワ・エ・モワが1969年5月10日にリリースしたシングル「或る日突然」のアルバムジャケットに「これがニュー・フォークだ！」と書かれている。『guts』1969年11月25日号の「ビッグ・アンケート '70フォークはどうなる?」という特集で、エイプリル・フール時代の細野晴臣が、アンケート1「あなたは1970年のフォーク・ソングがどうなると思いますか?」という質問に対して「ロックの影響を大きく受けたフォークが出てくるのではないか。遠藤賢司のやっているような、詩と曲の結合において新しいもの」と、アンケート2「あなたは1970年何をしていますか?」の質問には「彼（遠藤）の詩にベースとドラムを加えた、ニューフォークをぜひ作りたいですね」と答えている。また同じアンケート1に対してビリー・バンバンが「今年プロテスト・ソングがずいぶんうたわれたけど、来年はもっと盛んになると思います（弟）…プロテスト・ソングが日本に定着するとは思えない。サウンドとしては、単調なものからもっと色がついて、ニュー・フォークというものになると思う」などと答えている。『平凡パンチ』1970年3月30日号の吉田拓郎を紹介した記事の見出しは「120曲のニュー・フォークを創った"日本のボブ・ディラン」で、記事内に「最近クローズアップされはじめたニュー・フォークの歌」という記述が見られるため、ニュー・フォークという言葉自体は「或る日突然」辺りが初出と見られる。これが最初だと考案者はキャッチコピーが得意な東芝音工ということになる。東芝は後に『ニュー・フォーク大百科事典』という3枚組アルバムを発売している。『朝日ソノラマ』は1970年7月号から9月号まで3カ月に渡りわたって「真夏の青春・ニュー・フォークの旗手よしだたくろう」という書籍を発売している。『週刊平凡』は1971年7月1日号のグラビアで、「今年の夏はニューフォークでなくっちゃ 歌謡曲なんか吹っ飛ばせ、と意気込むニュー・フォーク集団」という見出しで、トワ・エ・モワ、はしだのりひことクライマックス、ジローズ、赤い鳥、浅川マキ、にわまさきの6組を紹介し、本文には「この夏、いかした水着やジーンズのファッションとともに主役になるであろうニューフォーク。キャンパスや野外音楽堂のフォーク集会には、数千のヤングが駆けつける。テレビの歌番組の上位もニューフォークが独占。単なるブームではなく、フィーリング・エイジの間に定着した。『戦争を知らない世代の僕達が、自己主張できる歌がニューフォークなんです。既成の歌謡曲なんて、クソ喰らえです』と、この中でボス格のはしだがいった」などと書かれている。
『サンデー毎日』は、1972年6月25日号で「ニュー★フォークが燃えている 若者の心をバッチリつかんだ四人の旗手」という見出しで、吉田拓郎、泉谷しげる、あがた森魚、友部正人の4人を取り上げ、冒頭の説明に「フォークソングの新しい波が打ち寄せている。70年安保以前のフォーク・ゲリラが"広場"を追われ、"路地"にもぐりこんで以来、しばらくの間、ギターをかかえた若者たちはあまり目につかなかった。それがまた燃え始めたらしい。歌い手たちが燃えているというより、歌が必要になっているのかもしれない。新しい波はニュー・フォークと呼ばれる、ここにあげた四人はその一翼をになう歌い手たちである」と書き、ニュー・フォークを説明している。1972年には多くの雑誌で使用が見られ、1972年7月には小倉エージ著で主婦と生活社から『ニュー・フォークの世界(ロック・ミュージック・ライブラリー)』が発売されている。『新譜ジャーナル』1972年9月号の日本音楽学院の通信講座の広告に「君もニュー・フォークを弾こう!! 一週間で弾き語り! 一ヵ月でPPM!! 六ヶ月で貴方はニュー・フォークのリーダー!!」という見出しが載り、新たに「ニュー・フォーク・ギター科」と「ニュー・ロック・ギター科」を新設したと書かれている。『週刊明星』1972年9月3日号では「ニュー･フォークの人気歌手」という特集が組まれ、古井戸､あがた森魚､吉田拓郎、泉谷しげるらが取り上げられている。『月刊明星』1972年10月号では、あがた森魚、武川雅寛、鈴木慶一、及川恒平、南こうせつ参加による「ニュー・フォーク座談会」が組まれている。『近代映画』は1972年10月号で「フォーク歌手大百科(ニューフォークの主要メンバーを網羅)」という特集を組んでいる。『深夜放送ファン』1974年4月号にフォークソングを流すラジオ番組の紹介があり、このうち、FM東京が毎週月曜から金曜日まで21:40-21-55枠に放送していた『エクセル・ユア・ポップス』（『マクセル・ユア・ポップス?』）の説明に「イージー・リスニングが多い中で、この番組だけは、フォークを中心に構成されている。月曜日から金曜日まで、毎日違ったジャンルのフォークを集めて、バラエティーに富んだフォーク番組になっている。まず月曜日のフォークだけど、ここでは、1人のアーティストを特集した、フォーク・アルバムになっている…火曜日はフォークのなつメロをやる。フォークになつメロがあるの、なんて思う人がいるかもしれないが、フォークブームも、そろそろ10年になろうとしているのだ。当然ながら、かつてブームを支えた唄が、なつかしい部類に収められてもいい頃だ。岡林信康、フォーク・クルセダーズなどの唄が、ちょくちょく顔をだす。そして水曜日には、ガラッと変わって、ニュー・フォークを紹介。ニュー・サディスティック・ピンクなどの新人や、新譜を聞かせてくれる。以上は、すべて日本のフォークだけど、木曜日だけは外国のフォークを特集する…」などと書かれている。つまり1974年時点での「ニュー・フォーク」と呼ばれるものは、日本の岡林信康、フォーク・クルセダーズ以降の、当時としては新しいフォークを指していたものと考えられる。1974年には小森豪人編で全音楽譜出版社から『ニューフォークの旗手たち 吉田たくろうからチューリップまで』が発売されており、政治の季節から遠く離れ、もはや商業的な製品であることを隠匿しようともしないフォークは、ときにニュー・フォークと形容された。1980年の矢沢保著『フォーク俺たちのうた』という本には「『新譜ジャーナル』は、拓郎ら新たに台頭してきたフォーク・シンガーをまとめて"ニュー・フォーク-第三の流れ"と紹介した」と書かれている。
今日では死語になった70年代に活字メディアなどがネーミングした音楽ジャンルには「ニュー・フォーク」の他に「歌謡フォーク」、「ジーンズフォーク」、「アシッドフォーク」、「アウト・フォーク」などがあり、全て「ニューミュージック」という言葉に置き換えられ、今日では言及されることは少ない。

## 主な世界のアーティスト
- ニール・ヤング
- ボブ・ディラン
- ジョニ・ミッチェル
- バフィー・セント・メリー
- ゴードン・ライトフット
- ピート・シーガー
- ウッディ・ガスリー
- マーティン・カーシー
- ユワン・マッコール
- イライザ・カーシー
- ニック・ジョーンズ

## 主な日本のアーティスト
- 岡大介（歌手）
- 土取利行
- 松井あや
- 松崎ナオ
- 唄人羽
- スーパーバンド（女性）
- 見田村千晴（女性）